# Leszno Dolne
Leszno Dolne (niem. Nieder-Leschen, tuż po wojnie Lesin) – wieś w Polsce położona w województwie lubuskim, w powiecie żagańskim, w gminie Szprotawa.
W latach 1975–1998 miejscowość administracyjnie należała do województwa zielonogórskiego.

## Położenie
Wieś leży w Borach Dolnośląskich nad Bobrem, przy drodze wojewódzkiej nr 297. W jej pobliżu znajduje się rezerwat przyrody Buczyna Szprotawska. W pobliżu wsi Wały Śląskie.

## Historia
Dawna własność klasztoru magdalenek ze Szprotawy. Dawniej działał tu browar, gorzelnia, bielarnia, olejarnia oraz kuźnica żelaza, do której rudy bagienne wydobywano w pobliskich lasach.

## Zabytki
Do wojewódzkiego rejestru zabytków wpisane są:
- kościół parafialny pod wezwaniem Wniebowzięcia Najświętszej Maryi Panny, barokowy z 1670 wieku. Wystrój barokowy, w ołtarzu głównym późnogotyka figura Matki Boskiej z Dzieciątkiem z ok. 1500 r[7].
- kościół ewangelicki, obecnie ruina, murowano-szachulcowy, z 1787 roku
- plebania, obecnie dom mieszkalny, XVIII wieku
- zespół dworski, z połowy XIX wieku: 
  - późnoklasycystyczny dwór z I poł. XIX w., zniszczony pod II wojny światowej, odbudowany w latach 50. XX wieku
  - folwark
  - park
- dom nr 7, murowano-szachulcowy, z połowy XIX wieku.

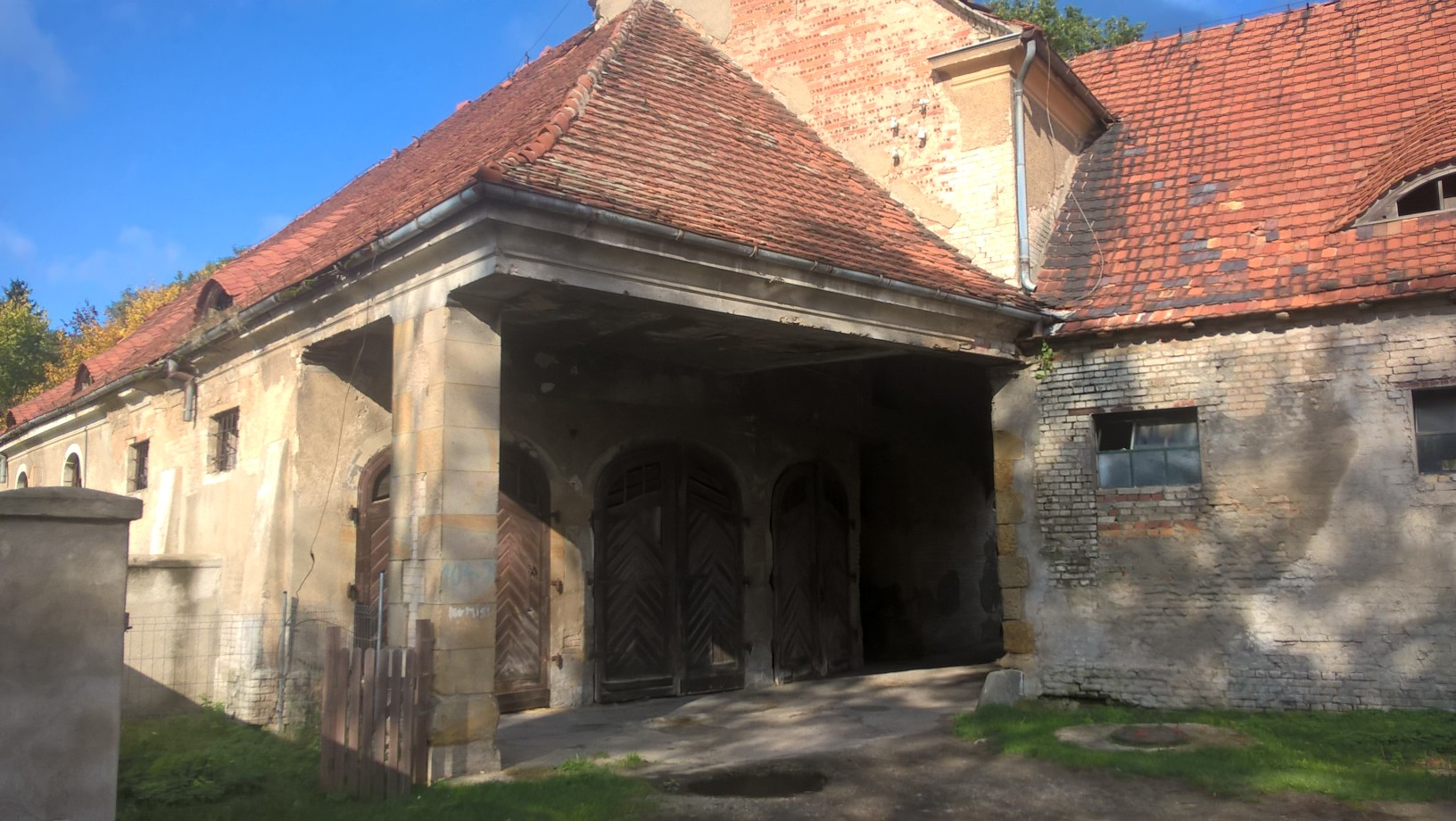
Zabudowa folwarczna dawnego pałacu w Lesznie Dolnym